# Kōzō Okamoto
Kōzō Okamoto (岡本 公 三, Okamoto Kōzō) (Kumamoto, 7 december 1947) is een voormalige Japanse terrorist en lid van het Japanse Rode Leger (JRA), dat in de jaren 70 meerdere terreuraanslagen pleegde.
Okamoto was een 24-jarige student plantkunde uit een middenklasse-gezin toen hij werd aangeworven voor het Japanse Rode Leger. In 1972 zou hij deelnemen aan een vermoedelijke zelfmoordaanslag op Airport Lod in Israël en het daar met zijn mededaders aangericht bloedbad onbedoeld overleven. Zij schoten met automatische wapens op wachtende toeristen in de vertrekhal van het vliegveld. Okamoto verklaarde daarover te hebben gehandeld uit solidariteit met "het Palestijnse volk".
Op 30 mei 1972 arriveerde hij samen met zijn mededaders Yasuyuki Yasuda en Tsuyoshi Okudaira op de luchthaven bij Tel Aviv met Air France-vlucht 132 vanuit Rome. Na het uitstappen uit het vliegtuig begaven zij zich naar het bagagebandgebied. Bij het ophalen van hun bagage haalden ze automatische wapens uit hun koffers en openden zij het vuur op hun medepassagiers. Ze doodden daarbij 26 mensen en verwondden 71 anderen. Yasuyuki Yasuda werd per ongeluk doodgeschoten door een van de andere aanvallers. Tsuyoshi Okudaira werd gedood door een van zijn eigen handgranaten, hetzij door een toevallige voortijdige explosie of als zelfmoord. Kōzō Okamoto raakte gewond en werd gevangen genomen toen hij probeerde de terminal te ontvluchten. Deze terreuractie werd bekend als het bloedbad op de luchthaven van Lod.
Okamoto werd berecht door een Israëlische militaire rechtbank, die hem veroordeelde tot levenslange gevangenisstraf en tot zijn teleurstelling niet tot de doodstraf, zoals hij zelf had gewenst. De Nederlandse journaliste Renate Rubinstein schreef over deze strafzaak en de daar besproken beweegredenen voor zijn deelname aan de terreuractie een uitgebreid verslag voor het blad Avenue, Okamoto in Tel Aviv. In die strafzaak bleek dat Okomoto amper enig benul had van de Palestijnse kwestie, waarmee hij echter bemoeienis hield voor een bijdrage aan "de wereldrevolutie". Volgens Okamoto was de aanslag beraamd als een gezamenlijke operatie van het Volksfront voor de Bevrijding van Palestina met het Japanse Rode Leger, die zouden hebben overeengekomen ook voor elkaars doelen te zullen strijden.
Tijdens zijn gevangenschap zou hij zich tot het jodendom hebben bekeerd en hebben geprobeerd zichzelf te besnijden met een nagelknipper. Op 23 juli 1973 kaapten Palestijnse en Japanse terroristen Japan Airlines-vlucht 404 en eisten zij de vrijlating van Okamoto in ruil voor de gijzelaars aan boord. Israël weigerde deze eis in te willigen. 
In 1985 werd hij vrijgelaten als onderdeel van een gevangenenuitwisseling met Palestijnse groeperingen die Israëlische soldaten vasthielden. Na zijn vrijlating vertrok Kōzō Okamoto naar Libië, vervolgens naar Syrië, en uiteindelijk naar Libanon, waar hij zich herenigde met andere leden van het Japanse Rode Leger.
In 1997 werd hij er met vier anderen gearresteerd wegens het gebruik van vervalste paspoorten en illegaal verblijf. Ze werden veroordeeld tot drie jaar gevangenisstraf. Na hun straf werden de vier andere JRA-leden uitgezet naar Jordanië en daar vandaan naar Japan. Libanon verleende echter politiek asiel aan Kōzō Okamoto, omdat hij naar werd beweerd "had deelgenomen aan verzetsoperaties tegen Israël en was gemarteld in Israëlische gevangenissen".